# Maximilian von Goldschmidt-Rothschild
Pour les articles homonymes, voir Goldschmidt-Rothschild.
Maximilian Benedikt Hayum Goldschmidt (né le 20 juin 1843 à Francfort et mort le 18 février 1940 à Francfort), anobli von Goldschmidt-Rothschild en 1903, et Freiherr von Goldschmidt-Rothschild à partir de 1907 est un banquier et mécène allemand.

## Biographie
Maximilian Goldschmidt rejoint en 1862 la banque B.H. Goldschmidt de son père Benedikt Hayum Goldschmidt (1798-1873) à Francfort, qu'il dirige avec son frère Adolf Benedict Hayum Goldschmidt (1838-1918) jusqu'en 1900. Après cela, les frères ont décidé d'abandonner l'activité bancaire et de quitter Francfort. Alors qu'Adolphe s'installe d'abord à Paris, puis à Londres, Maximilien se rend à Berlin.
En raison notamment de son mariage avec l'héritière Rothschild Minna Karoline Freiin von Rothschild (1857-1905) en 1878, il était considéré comme la personne la plus riche de la famille la plus riche de l'Empire allemand. Avec une fortune estimée à 163 millions de marks-or, il était même plus riche que le Kaiser allemand.

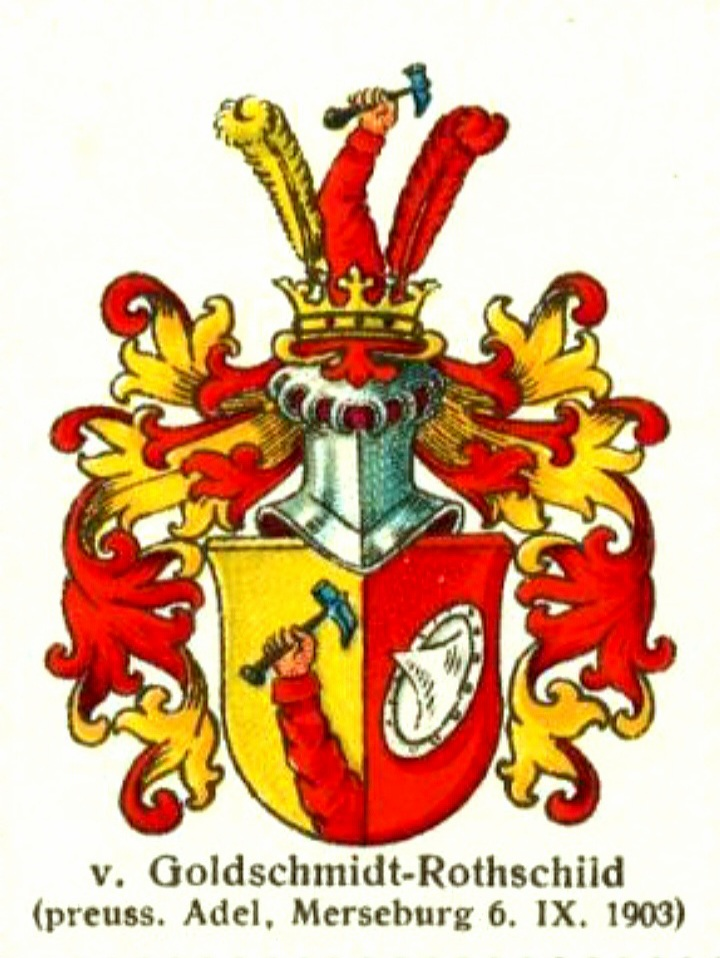
Armoiries familiales du titre de noblesse.

Après la mort du beau-père de Maximilian, Wilhelm Carl von Rothschild (1828-1901), le dernier Rothschild mâle à Francfort, Maximilian cherche à reprendre le titre de Freiherr et à ajouter le nom de sa femme au nom de famille. En 1902, il succède à son beau-père comme consul général austro-hongrois dans sa ville natale de Francfort. En 1903, sous le nom de Goldschmidt-Rothschild, il est d'abord élevé à la simple noblesse prussienne, puis, en 1907, au rang de baron prussien selon le droit d'aînesse et lié à la propriété du Fideikommisslehen Niederweide (polonais : Wroniawy) près de Wollstein dans le district de Bomst (province de Posen). En outre, son fils aîné Albert a été autorisé en 1911 à se faire appeler Baron alors que son père était encore en vie. Maximilian von Goldschmidt-Rothschild a été le seul juif à être anobli pendant les 30 ans de règne de Guillaume II.
En 1920, Maximilian von Goldschmidt-Rothschild, ainsi que ses deux fils Albert et Erich, acquièrent la maison bancaire A. Falkenburger & Co (fondée en 1888) à Berlin et la rebaptisent von Goldschmidt-Rothschild & Co. Une succursale de la banque ouverte à Francfort-sur-le-Main en décembre 1923 a dû être à nouveau fermée en septembre 1925. Au cours de la crise économique mondiale, l'entreprise connaît des difficultés. Après l'échec d'un projet de vente à la Dresdner Bank en 1931, la banque doit être transférée à la société d'État Reichs-Kredit-Gesellschaft en 1932. De 1933 à 1936, la banque est liquidée.
En juin 1937, Goldschmidt est contraint par les nationaux-socialistes de vendre sa propriété de Bockenheimer Landstrasse 10, qu'il avait achetée en 1917 pour 670 000 marks-or, à la ville de Francfort pour 190 000 Reichsmarks. Cette vente est suivie, en septembre 1938, de la vente de la propriété du parc, qui a été construite avec le palais Rothschild, pour 620 000 Reichsmarks. Le Palais a ensuite été transformé en appartements et loué. Par la suite, Goldschmidt a été autorisé à y vivre en tant que locataire jusqu'à sa mort à l'âge de 96 ans (1940) dans des conditions désormais très restreintes. En novembre 1938, il doit vendre sa collection d'art de près de 1400 objets (peintures, meubles, sculptures, tapis, porcelaine, faïence, argent, verres) à la ville pour 2 551 730 Reichsmarks. Le Palais est détruit pendant la Seconde Guerre mondiale, le parc Rothschild est aujourd'hui un espace vert public.